# Vụ rơi máy bay Tu-154 của Không quân Ba Lan năm 2010
Tai nạn xảy ra vào lúc 10:56 giờ địa phương (6:56 giờ GMT) ngày 10 tháng 4 năm 2010 khi máy bay Tu-154 của Không quân Ba Lan chở Tổng thống Ba Lan Lech Kaczynski và phu nhân cùng nhiều quan chức cao cấp của Nhà nước Ba Lan bị rơi trong khi chuẩn bị hạ cánh xuống sân bay Bắc Smolensk, vùng Smolensk của Nga khiến toàn bộ hành khách và phi hành đoàn (ít nhất là 96 người) thiệt mạng.
Kết quả điều tra cho thấy nó chạm phải các ngọn cây trước khi rơi xuống và nổ tung.
Chiếc máy bay này được sản xuất từ thời Liên Xô và đã hoạt động ít nhất 20 năm. Trong số hành khách còn có Tổng tham mưu trưởng quân đội Franciszek Gagor, Thống đốc ngân hàng quốc gia Slawomir Skrzypek và Thứ trưởng Ngoại giao Andrzej Kremoe.
Tổng thống Ba Lan tới Nga để tham dự lễ kỷ niệm 70 năm ngày hàng chục nghìn binh sĩ Ba Lan bị chính quyền Liên Xô sát hại tại rừng Katyn trong vụ thảm sát Katyn  và một số nơi khác trên lãnh thổ Liên Xô cũ trong đệ nhị thế chiến.
Nga đã thành lập một ủy ban để điều tra nguyên nhân vụ tại nạn mà người đứng đầu là Thủ tướng Vladimir Putin. 
|  |

## Ghi âmCVR / Black Box
TAWS - Địa hình phía trước! 
TAWS - Địa hình phía trước! 
TAWS - Kéo lên!
TAWS - Kéo lên! 
TAWS - Kéo lên! 
TAWS - Kéo lên! 
TAWS - Địa hình phía trước! 
TAWS - Địa hình phía trước!
TAWS - Kéo lên! 
TAWS - Kéo lên! 
TAWS - Kéo lên!
Sĩ quan thứ nhất - Đi vòng đi!
ATC - Horizon 101 
TAWS - Kéo lên!
TAWS - Kéo lên!
ATC - Kiểm soát độ cao, horizon? 
TAWS - Kéo lên!
TAWS - Kéo lên!
TAWS - Kéo lên!
TAWS - Kéo lên!
TAWS - Kéo lên!
TAWS - Kéo lên!
TAWS - Kéo lên!
| VA CHẠM VỚI CÂY |
Sĩ quan thứ nhất - [Chửi]
Không rõ - [Chửi]
| VA CHẠM XUỐNG ĐẤT |

## Danh sách tử nạn

### Tổng thống và các nhân vật chính phủ Ba Lan
1. Lech Kaczyński, Tổng thống Ba Lan
2. Maria Kaczyńska, phu nhân tổng thống
3. Mariusz Handzlik, Phó Chánh Văn phòng Tổng thống (Ba Lan)
4. Ryszard Kaczorowski, cựu Tổng thống Chính quyền Ba Lan lưu vong
5. Andrzej Kremer, Thứ trưởng Bộ Ngoại giao (Ba Lan)
6. Tomasz Merta, Thứ trưởng Bộ Văn hóa và Di sản Quốc gia (Ba Lan)
7. Sławomir Skrzypek, Thống đốc Ngân hàng Quốc gia Ba Lan
8. Władysław Stasiak, Chánh Văn phòng Tổng thống
9. Aleksander Szczygło, Trưởng phòng An ninh Quốc gia thuộc Phủ Tổng thống
10. Paweł Wypych, Chánh Văn phòng Tổng thống (Ba Lan)
11. Mariusz Kazana, Vụ trưởng Vụ Lễ tân Bộ Ngoại giao

### Lực lượng quân đội Ba Lan
1. Tướng (Đại tướng) Franciszek Gągor, Tổng tham mưu trưởng bộ Tổng tham mưu quân đội Ba Lan
2. Thượng tướng Andrzej Błasik, Tư lệnh Không quân Ba Lan
3. Trung tướng Tadeusz Buk, Tư lệnh Lục quân
4. Andrzej Karweta, Phó đô đốc,Tư lệnh Hải quân
5. Thiếu tướng Kazimierz Gilarski, Tư lệnh quân đồn Warszawa
6. Brigadier General Stanisław Komornicki, Chancellor of the Order Virtuti Militari
7. Thiếu tướng Bronisław Kwiatkowski, Tư lệnh lực lượng tác chiến
8. Trung tướng Włodzimierz Potasiński, Tư lệnh Đặc công
9. Stanisław Jerzy Komorowski, Vụ trưởng trong Bộ Quốc phòng
10. Tadeusz Płoski, cha Linh mục dã chiến Lục quân Ba Lan

### Phi hành đoàn
- Đaị uý Arkadiusz Protasiuk,Phi công số I, 36 tuổi
- Thiếu tá Robert Grzywna, Phi công số II, 36 tuổi
- Trung uý Artur Ziętek, Hoa tiêu, 31 tuổi
- Chuẩn uý Andrzej Michalak, thợ máy,36 tuổi
- Các tiếp viên Barbara Maciejczyk (29),Justyna Moniuszko (25), Natalia Januszko (23)